# 1152 Pawona
1152 Pawona је астероид главног астероидног појаса. Приближан пречник астероида је 15,69 ,
а средња удаљеност астероида од Сунца износи 2,426 астрономских јединица (АЈ).
Инклинација (нагиб) орбите у односу на раван еклиптике је 5,082 степени, а орбитални период износи 1380,984 дана (3,780 године). Ексцентрицитет орбите астероида износи 0,042.
Апсолутна магнитуда астероида износи 11,30 а геометријски албедо 0,216.
Астероид је откривен 8. јануара 1930. године.